# Lew Grigorjewitsch Deitsch

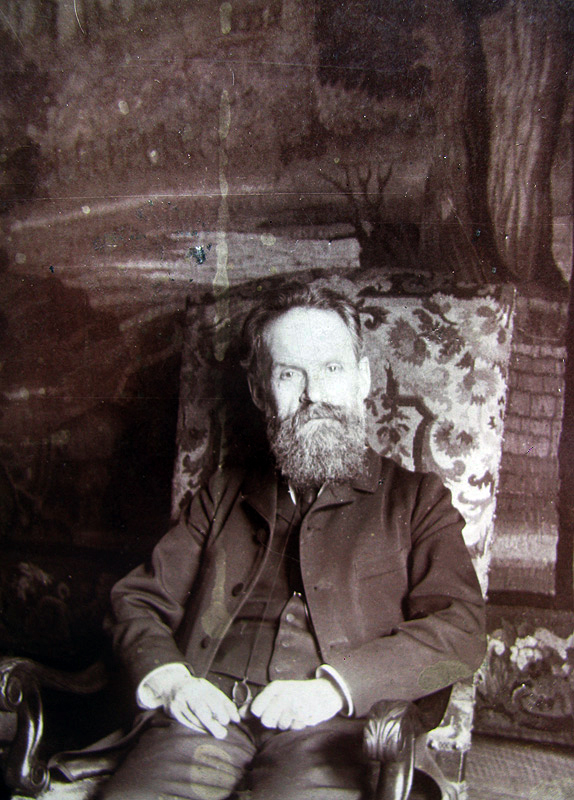
Lew Grigorjewitsch Deitsch

Lew Grigorjewitsch (Leiba-Hirsch) Deitsch (russisch Лев Григорьевич (Лейб Гершкович) Дейч, häufig auch Leo Deutsch; * 26. Septemberjul. / 8. Oktober 1855greg. in Tultschyn; † 4. August 1941 in Moskau) war ein russischer Sozialist, Journalist und Publizist.

## Leben
Deitsch stammte aus einer jüdischen Familie des Handelsstandes. Er besuchte das Gymnasium in Kiew ohne Abschluss. 1874 trat er in I. F. Fesenkos Narodniki-Verein ein. 1875 meldete er sich als Freiwilliger für das Infanterieregiment in Kiew und wurde Mitglied des Vereins der Südlichen Rebellen. 1876 diente er als Einjährig-Freiwilliger in Kiew. Er beteiligte sich an der Befreiung des Studenten Lurie aus dem Gefängnis. Wegen eigenmächtigen Verlassens des Dienstes kam er vor Gericht, doch konnte er sich der Verhaftung entziehen. In diesem Jahr begingen Deitsch, W. A. Malinka und J. W. Stefanowitsch in Odessa einen Mordanschlag auf ihren Genossen N. J. Gorinowitsch, der als Verräter angesehen wurde. Sie stachen ihn nieder, und Deitsch goss ihm Schwefelsäure übers Gesicht, um die Identifizierung zu verhindern. Gorinowitsch überlebte jedoch und sagte im Krankenhaus gegenüber der Polizei aus. Malinka wurde gefunden und für mehrere Straftaten zum Tode durch Erhängen verurteilt.
Zusammen mit I. W. Bochanowski half Deitsch 1877 J. W. Stefanowitsch bei der Organisation eines Bauernaufstandes mit Landumverteilung im Bezirk Tschigirin auf der Grundlage einer gefälschten Zarenurkunde. Im September 1877 wurden Stefanowitsch und seine Genossen verhaftet. Ihre Flucht bewerkstelligte M. F. Frolenko, der sich als Inspektor ausgab. Deitsch flüchtete nach St. Petersburg.
Auf dem Woronesch-Kongress 1879 wurde Deitsch in Abwesenheit in die Organisation Land und Freiheit aufgenommen. Nach deren Aufspaltung wurde er Mitglied der Schwarzen Umverteilung. 1880 emigrierte Deitsch. 1883 gründete er in Genf die russische Marxisten-Gruppe Befreiung der Arbeit (Oswoboschdenije truda) zusammen mit G. W. Plechanow, P. B. Axelrod und W. I. Sassulitsch. Deitsch organisierte den Druck revolutionärer Literatur und deren Schmuggel nach Russland.
1884 wurde Deitsch in Deutschland wegen des Gorinowitsch-Mordes festgenommen und an die russischen Behörden ausgeliefert. Das Militärgericht verurteilte ihn zu 13 Jahren und 4 Monaten Katorga-Zwangsarbeit und Niederlassung  in Ost-Sibirien. 1885 kam er in ein Katorga-Lager am Kara-Fluss in Transbaikalien. Nach verkürzter Katorga heiratete er in der Ansiedlung Kara im April 1896 die politische Katorgantin Marija Ananjina. 1897 siedelten sie nach Sretensk über, wo er in der 1. Abteilung des Wasserstraßenamtes arbeitete. Nach dem Tode seiner Frau im Januar 1899 ging er nach Blagoweschtschensk, wo er der eigentliche Herausgeber der Zeitung Amur-Region war.
1901 flüchtete Deitsch über Wladiwostok nach München und arbeitete für die Zeitung Iskra (Der Funke). Er wurde als Mitglied der Geschäftsführung der Auslandsliga der russischen revolutionären Sozialdemokratie kooptiert. Er beteiligte sich an der Herausgabe der Iskra und der Sarja (Die Morgenröte). Er trat in das Büro des Organisationskomitees zur Vorbereitung des 2. Kongresses der Sozialdemokratischen Arbeiterpartei Russlands (SDAPR) 1903 ein. Auf dem Kongress schloss er sich den Menschewiki an. 1904 war er Delegierter des VI. Internationalen Sozialistenkongresses in Amsterdam. 1905 kehrte er nach Russland zurück. 1906 wurde er verhaftet und in die Turuchansk-Region verbannt. Auf dem Weg in die Verbannung flüchtete er und kehrte nach St. Petersburg zurück. 1907 ging er wieder ins Ausland und nahm am 5. SDAPR-Kongress und am Stuttgarter VII. Internationalen Sozialistenkongress 1907 teil. In den Jahren der Reaktion nach der Russischen Revolution 1905 gehörte er zu den Menschewik-Liquidatoren, die innerhalb des Rechts handeln wollten.
1911 fuhr Deitsch mit seiner Frau Esfir Sinowjewa nach New York und beteiligte sich zusammen mit S. M. Ingerman an der Herausgabe der Zeitschrift Nowy Mir (Neue Welt). Nach einem Konflikt wegen organisatorischer Probleme gab er seine Beteiligung auf. 1915–1916 gab er die Monatszeitschrift Swobodnoje Slowo (Das freie Wort) heraus.
Nach der Februarrevolution 1917 kehrte Deitsch nach Petrograd zurück, schloss sich der Gruppe der rechten Menschewiki-Verteidiger an und gab mit anderen die Menschewiki-Zeitung Jedinstwo (Einheit) heraus. Zusammen mit Plechanow und Sassulitsch rief er die Sozialdemokraten auf, eine Vereinbarung mit der provisorischen Regierung zu erreichen. Er vertrat die Meinung, dass das Land keinen Bürgerkrieg brauche, denn er würde die junge Freiheit zerstören. Er akzeptierte nicht die Oktoberrevolution, da die Produktionsbedingungen in Russland und anderen Ländern noch nicht für den Sturz des kapitalistischen Systems zugunsten eines sozialistischen Systems reif seien. Bis 1918 arbeitete er für die Wochenzeitschriften Natschalo (Der Anfang) und Delo (Die Sache), doch bald gab er die politische Tätigkeit auf. Nach dem Tode Plechanows 1918 gab er seine Arbeiten heraus und veröffentlichte Erinnerungen und Aufsätze über die Geschichte der russischen Befreiungsbewegung, wobei er auch auf die Rolle der Juden einging. 1928 ging er in den Ruhestand.

## Veröffentlichungen
- L. G. Deutsch: Sechzehn Jahre in Sibirien. Erinnerungen eines russischen Revolutionärs. (= Internationale Bibliothek Bd. 33). Dietz, Stuttgart 1904 Digitalisat
- Leo Deutsch: Viermal entflohen. (= Internationale Bibliothek Bd. 41). Dietz, Stuttgart 1907